# ريبيل غالاكسي
ريبيل غالاكسي (بالإنجليزية: Rebel Galaxy)‏ ، هي لعبة فيديو إلكترونية من نوع لعبة التحكم للطيران في الفضاء، صدرت في السوق سنة 2015م، وهي لعبة تدور حول حرب الفضاء ضد المركبات الفضائية، وهي مستوحاة من لعبة تويستد ميتال ، وتعمل لأنظمة بلاي ستيشن 4 وإكس بوكس ون ومايكروسوفت ويندوز.